# Johan Axel Palmén
Johan Axel Palmén (Helsinki in Finland, 7 november 1845 –  Forssa in Zuid-Finland), 7 april 1919) was een Finse dierkundige en hoogleraar. Hij werd vooral bekend door zijn onderzoek aan het trekgedrag van vogels en de oprichting van het onderzoekstation bij Tvärminne.

## Biografie
Hij was de zoon van Freiherr (Friherre) Johan Philip Palmén, jurist en hoogleraar in Helsinki. Johan Axel ging in 1864 dierkunde studeren en behaalde in 1875 de graad van doctor in de natuurwetenschappen. In 1882 werd hij buitengewoon hoogleraar in de dierkunde, in 1882 omgezet in gewoon hoogleraar, wat hij tot 1908 bleef. Hij was gespecialiseerde in vergelijkende morfologie en vogelkunde.
Gedurende zijn studietijd volgde hij colleges aan de Universiteit van Heidelberg en ondernam onderzoekreizen zowel binnen Finland (Fins Lapland) als door Noorwegen, Oostenrijk en Italië waar hij zoölogische specimens verzamelde. Hij deed ook morfologisch onderzoek aan insecten. Hij was een van de eerste die trekroutes van noordelijk broedende vogels in kaart probeerde te brengen. Hij was de auteur van het vogelkundige gedeelte van het eindrapport van de expedities in de Noordelijke IJszee onder leiding van de ontdekkingsreiziger Adolf Erik Nordenskiöld. In 1886 ondernam hij een wetenschappelijk expeditie naar het toen nog weinig door onderzoekers bezochte Russische schiereiland Kola.  
In 1901 richtte hij op het Finse schiereiland Hanko het biologisch onderzoekstation Tvärminne op.
- Bibliothèque nationale de France: cb10508570h (data)
- Gemeinsame Normdatei: 116019395
- International Standard Name Identifier: 0000 0001 0894 0740
- Nederlandse Thesaurus van Auteursnamen: 162007884
- Système universitaire de documentation: 190672080
- Virtual International Authority File: 45043772